# Gefleckte Schnirkelschnecke
Die Gefleckte Schnirkelschnecke (Arianta arbustorum), auch Baumschnecke, Gemeine Baumschnecke oder Baumschnirkelschnecke genannt, ist eine gehäusetragende Landlungenschnecke. Ihr Verbreitungsgebiet erstreckt sich von Nordwesteuropa bis nach Mitteleuropa.

## Merkmale

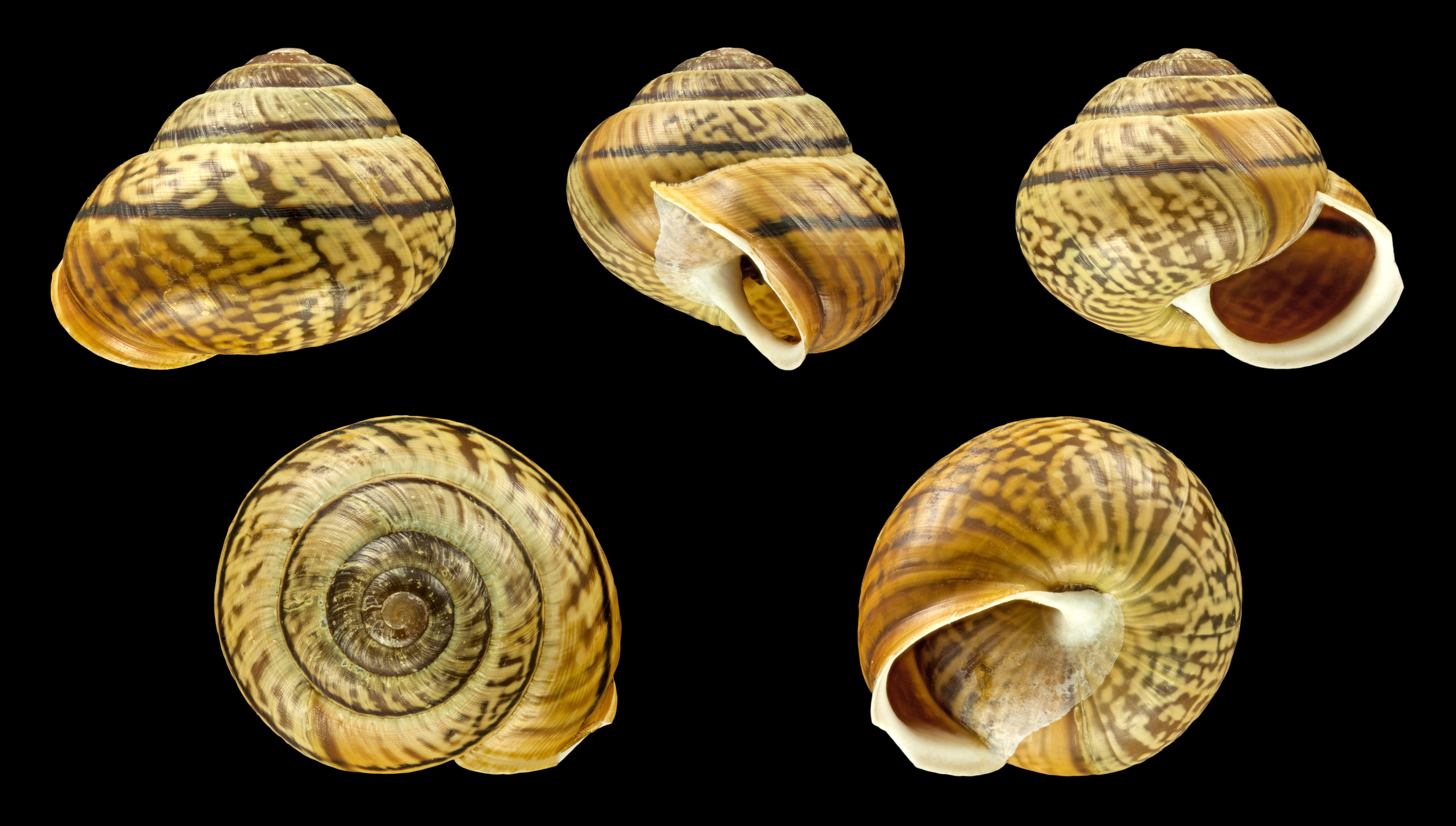
Arianta arbustorum alpicola

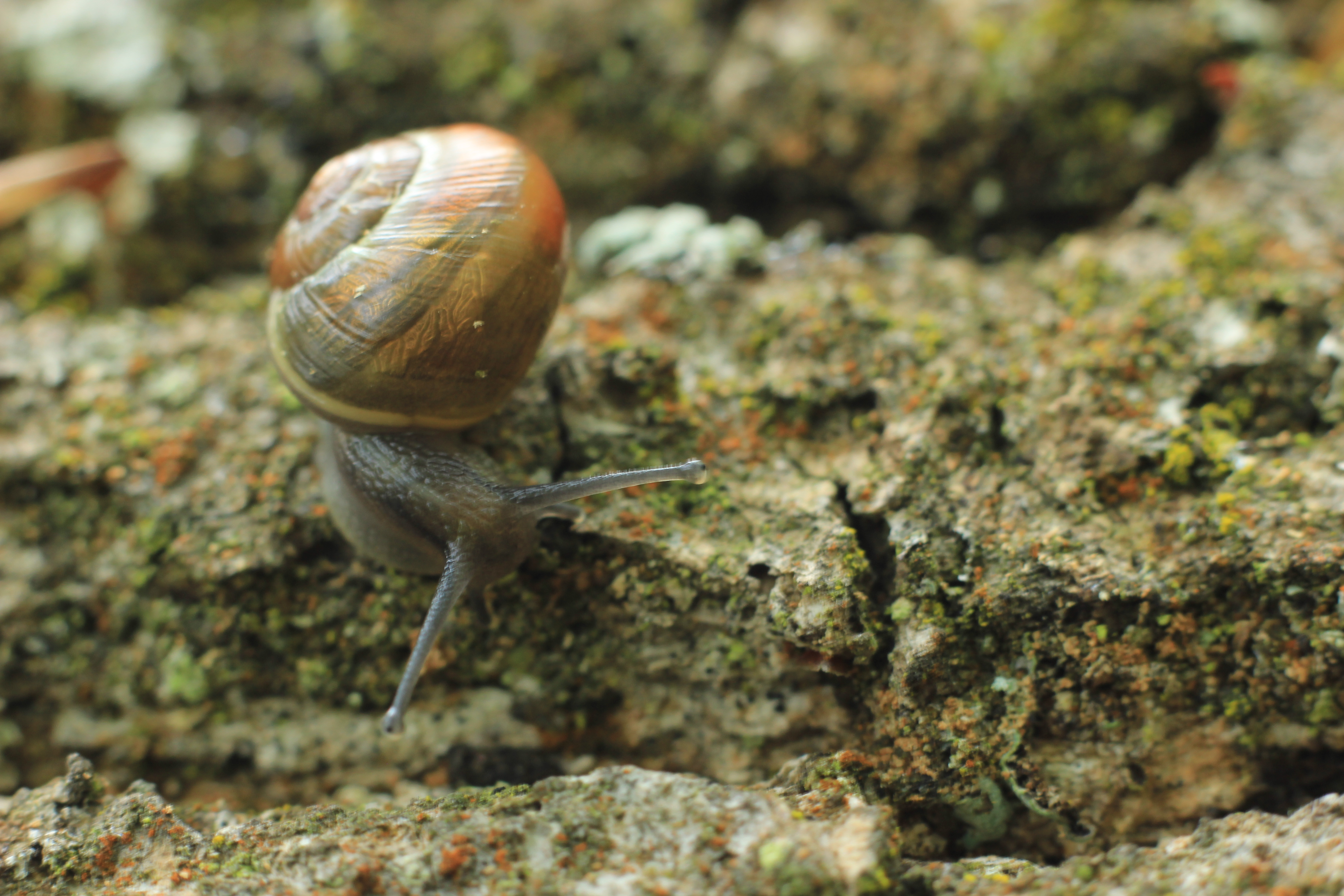
Gefleckte Schnirkelschnecke

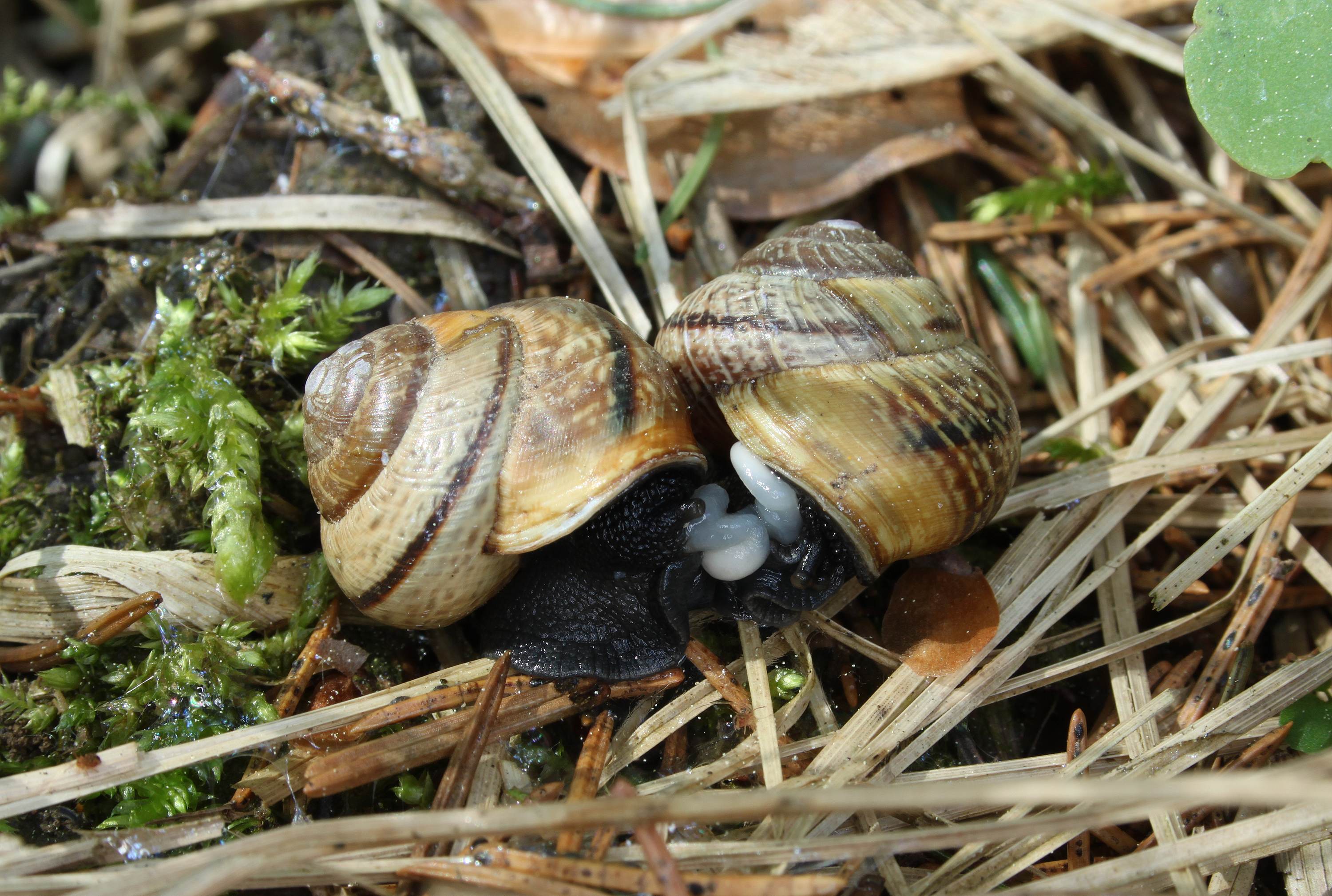
Paarung

Das Gehäuse von Arianta arbustorum ist kugelig mit einem kegelförmig erhobenen Gewinde. Allerdings sind die Höhe des Gewindes und die Größe des Nabels sehr variabel. Der Nabel ist meist (jedoch nicht immer) vollständig vom Spindelumschlag der weißen Mündungslippe verdeckt. Im Wesentlichen kommen zwei Formvarianten vor: eine Form mit kugeligem Gehäuse und geschlossenem Nabel, und eine Form mit abgeflachtem Gewinde und offenem Nabel. Letztere Form ist auf ein paar wenige hochliegende Areale in den Alpen beschränkt. Ihre Färbung ist meist kastanienbraun mit gelben Flecken und einem dunklen Band. Arianta arbustorum zählt in Bezug auf ihre Gestalt zu den variabelsten Schneckenarten. Vielfach werden unterschiedliche geographische Tal- und Bergformen beschrieben, was auf ihren ausgeprägten Polymorphismus zurückzuführen ist. Ähnlich wie bei den Bänderschnecken führte auch bei Arianta arbustorum die Selektion durch Drosseln (Drosselschmiede) zu einer Verteilung unterschiedlich aussehender Gehäuse.

## Vorkommen
Auf Grund ihrer geringen ökologischen Ansprüche ist sie an vielerlei Standorten anzutreffen, u. a. in Gebirgen (bis auf 2700 m), in Wäldern und offenen Biotopen. Sie bevorzugt jedoch feuchte Habitate. Die Hochgebirgsform mit abgeflachtem Gehäuse und offenem Nabel wird als Reliktform interpretiert, die während der letzten Eiszeit auf Nunatakkern überlebte.

## Verbreitung
Die Art zeigt in Europa eine eher nördliche Verbreitung, die sich östlich bis in den europäischen Teil Russlands erstreckt. Aus dem Mittelmeergebiet und von der amerikanischen Ostküste liegen nur wenige Fundmeldungen vor.